# Marlene van Niekerk
Pour les articles homonymes, voir van Niekerk.
Marlene van Niekerk, née le 10 novembre 1954 près de Caledon, dans la province du Cap (aujourd'hui Cap-Occidental), est une écrivaine sud-africaine de langue afrikaans. 

## Biographie
Elle étudie les langues et la philosophie à l'université de Stellenbosch, où elle écrit ses premières pièces de théâtre. Son mémoire de maîtrise (1978) porte sur Ainsi parlait Zarathoustra, de Nietzsche.  
En 1979, elle effectue un séjour en Allemagne afin de se familiariser avec les techniques de la mise en scène, et travaille avec diverses compagnies théâtrales à Stuttgart et Mayence. De 1980 à 1985, elle continue ses études de philosophie aux Pays-Bas, où elle rédige une thèse de doctorat sur l'œuvre de Claude Lévi-Strauss et de Paul Ricœur.
De retour dans son pays natal, elle enseigne la philosophie à l'université du Zoulouland (en) et à l'université d'Afrique du Sud, puis la littérature afrikaans et néerlandaise à l'université du Witwatersrand à Johannesbourg.
Marlene van Niekerk est professeure d'afrikaans et de néerlandais à l'université de Stellenbosch et enseigne également aux Pays-Bas. Sa notoriété en Afrique du Sud et à l'étranger ne cesse de croître depuis la publication de son premier best-seller, Triomf, consacré à la misère des petits blancs afrikaners à l'époque de l'apartheid. Agaat, son deuxième roman, dont les ventes dans les pays anglophones ainsi qu'aux Pays-Bas (plus de 40 000 exemplaires) et en Suède (plus de 30 000 exemplaires) témoignent du succès, est paru en janvier 2014 en traduction française aux éditions Gallimard.
Marlene van Niekerk a été distinguée à deux reprises par le prix Hertzog: en 2007 pour Agaat et en 2014 pour son recueil de poèmes Kaar.

## Œuvre

### Poésie
- Sprokkelster, Human & Rousseau, Le Cap 1977
- Groenstaar, Human & Rousseau, Le Cap 1983
- Kaar[1], Human & Rousseau, Le Cap 2013

### Nouvelles
- Die vrou wat haar verkyker vergeet het, HAUM-Literêr, Pretoria 1992
- Die oog van die meester, Human & Rousseau, Le Cap 1995
- Die sneeuslaper, Human & Rousseau, Le Cap 2010

### Romans
- Triomf (roman), Tafelberg, Le Cap 1994
- Agaat (roman), Tafelberg, Le Cap 2004 - Agaat, Gallimard, 2014
- Memorandum - 'n Verhaal met prente (illustrations d'Adriaan van Zyl), Human & Rousseau, Le Cap 2006

### Traductions
Marlene van Niekerk a traduit du néerlandais en afrikaans une nouvelle de Maria Verheij: Die rooi sirkel (titre original néerlandais: De rode cirkel), parue en 1993 aux éditions HAUM-Literêr à Pretoria.

## Prix et distinctions
- Prix Eugène-Marais et Prix Ingrid-Jonker pour Sprokkelster (1978).
- Prix M-Net, Prix CNA et Prix Noma de publication en Afrique pour Triomf (1995).
- Prix Hertzog (catégorie: roman) et Prix Engelbrecht pour Agaat (2007).
- Prix littéraire décerné par le Sunday Times de Johannesbourg pour la traduction anglaise d'Agaat.
- Prix Hertzog (catégorie: poésie) pour Kaar (2014)[2].

- Doctorat honoris causa de l'université de Tilbourg (Pays-Bas), 2010.
- Agaat est l'un des vingt titres choisis par l'Association sud-africaine des bibliothécaires à l'occasion de la manifestation "1994-2014 : vingt ans de démocratie"[3].

## Traductions

### Ouvrages de Marlene van Niekerk traduits en français
- Triomf (titre original Triomf), traduit de l'afrikaans par Donald Moerdijk et Bernadette Lacroix, Éditions de l'Aube, La Tour d'Aigues 2002

- Agaat (titre original Agaat), traduit de l'afrikaans par Pierre-Marie Finkelstein, Éditions Gallimard, collection "Du monde entier", Paris 2014[4],[5]

"En 1953, Milla de Wet, Sud-Africaine blanche, adopte une fillette qu'elle élève et façonne comme sa chose: née noire sous le régime de l'apartheid, Agaat "la moricaude" est vouée à demeurer un être-objet. Un demi-siècle plus tard, Agaat est seule au chevet de Milla, mourante. Celle-ci, paraplégique, regarde et se souvient. Un roman d'une force rare, bouleversant." (Catherine Simon, Le Monde des livres).
"Après «Triomf», Marlene van Niekerk signe un nouveau chef-d’œuvre avec «Agaat». (...). Elle raconte en filigrane l’effondrement d’un monde." (Isabelle Rüf, Le Temps (Genève) du 22 février 2014.
"Ce roman brosse la vie de Milla, femme afrikaner éduquée qui reprend le domaine agricole de sa famille après son mariage, entre les années 1940 et les années 90. N’arrivant pas à concevoir d’enfant avec son mari, le colérique Jak de Wet qui la bat régulièrement, Milla recueille Agaat, une enfant métisse qu’elle élève tantôt comme sa propre fille, tantôt comme un animal rebelle à mater. Agaat a à peine 13 ans lorsqu’elle se mue en sage-femme de fortune à l’arrière d’une voiture et aide à mettre au monde l’enfant tant attendu de Milla. Avec la naissance de l’enfant, un nouvel ordre se met en place, Agaat devient simple domestique. Le rapport entre les deux femmes, tissé d’amour et de haine, est décrit dans les petits cahiers de Milla de Wet, auxquels le lecteur a accès de manière non-chronologique." (Marianne Grosjean, La Tribune de Genève, 8 mars 2014)
"Un livre captivant… (...) Agaat, par son romanesque, son éclatante polyphonie, sa juste allégorisation, et parce qu'il est élégamment traduit, devrait séduire de nombreux lecteurs." (Claude Grimal, La Nouvelle Quinzaine littéraire n° 1101, du 16 au 31 mars 2014)
"Dix ans après sa parution, le chef-d’œuvre de la Sud-Africaine Marlene Van Niekerk est enfin traduit en français. Un roman qui explore dans toute leur ambiguïté les relations Blancs-Noirs. C'est un roman d'une puissance à couper le souffle. En 1953, Milla De Wet, femme de pouvoir afrikaner à la tête d'un vaste domaine agricole, pense ne jamais pouvoir enfanter et adopte, contre l'avis de sa famille, une fillette. Une métisse qu'elle élèvera sous l'apartheid envers et contre tout... Jusqu'à ce qu'elle tombe enceinte et relègue l'enfant adopté à sa condition d'être-objet manipulable, sur lequel elle exerce sa toute-puissance. La fillette devient domestique et devra s'occuper de l'éducation du fils de la famille, avec lequel elle noue des liens quasi maternels. Cinquante ans plus tard, alors que l'Afrique du Sud bascule vers la démocratie, Milla De Wet, paralytique et muette, se retrouve à la merci d'Agaat. Cynique, elle est parfaitement consciente de sa déchéance et de ce qu'elle a fait endurer à Agaat, mais aussi de l'humiliation que cette dernière, partagée entre haine et reconnaissance, amour et vengeance, lui fait subir. Marlene Van Niekerk nous plonge au plus profond de la psychologie de ces deux femmes. (…) D'une main de maître, Marlene Van Niekerk explore toute la complexité des relations humaines et toute l'ambiguïté des sentiments générés par les rapports de pouvoir entre un maître et son esclave. Agaat n'est pas seulement le récit de ces deux femmes. C'est également celui de l'effritement du pouvoir blanc et de la tâche incommensurable à laquelle la nouvelle Afrique du Sud devra faire face pour se construire comme nation Arc-en-Ciel." (Séverine Kodjo-Grandvaux, Jeune Afrique, 2 septembre 2014)

### Traductions dans d'autres langues

#### allemand
- Die Kinderfrau (titre original: Agaat), traduit de la version anglaise par Stefanie Schäfer, btb-Verlag, Munich 2014[10]

#### anglais
- Triomf (titre original Triomf), traduit de l'afrikaans par Leon De Kock, Little, Brown, Londres 2000
- Agaat (titre original: Agaat), traduit de l'afrikaans par Michiel Heyns. La version anglaise d'Agaat a remporté en 2007 le Prix littéraire du Sunday Times de Johannesbourg et le Prix de traduction Sol-Plaatje décerné par l'Académie anglaise d'Afrique du Sud, et en 2009 le Prix de traduction de l'Institut sud-africain des Traducteurs. En Afrique du Sud, le roman est paru chez Jonathan Ball Publishers à Johannesbourg en 2006, au Royaume-Uni, sous le titre The Way of the Women, aux éditions Little & Brown à Londres en 2007, et aux États-Unis sous le titre Agaat chez Tin House Books, à Portland et New York, en 2010. Egalement disponible en format électronique[11]
- Memorandum: A Story with Pictures (titre original Memorandum - 'n Verhaal met prente), traduit de l'afrikaans par Michiel Heyns, Human & Rousseau, Le Cap 2006

#### danois
- Triomf (titre original Triomf), traduit par Vagn Steen, Lindhardt & Ringhof, Copenhague 2002

#### italien
Les droits de traduction de Triomf et d'Agaat ont été acquis en 2007 par la maison d'édition Neri Pozza. 
- La via delle donne (titre original: Agaat), traduit de la version anglaise par Laura Prandini, Neri Pozza, Venise 2010[12].

#### néerlandais
- Triomf (titre original Triomf), traduit de l'afrikaans par Riet de Jong-Goossens et Robert Dorsman, Uitgeverij Arena, Amsterdam 2000, réédité en poche chez Rainbow Pockets, Amsterdam 2008
- Agaat (titre original Agaat), traduit de l'afrikaans par Riet de Jong-Goossens, Em. Querido's Uitgeverij, Amsterdam 2006 ; également disponible en format électronique[13].
- Memorandum (titre original Memorandum), traduit de l'anglais par Riet de Jong-Goossens, Em. Querido's Uitgeverij, Amsterdam 2007
- De vrouw die haar verrekijker had vergeten (titre original Die vrou wat haar verkyker vergeet het),  traduit de l'afrikaans par Riet de Jong-Goossens, Uitgeverij Arena, Amsterdam 1992 (réédition 1998)
- Het oog van de meester (titre original Die oog van die meester, traduit de l'afrikaans par Riet de Jong-Goossens, Querido, Amsterdam 2007
- De sneeuwslaper (titre original Die sneeuslaper, traduit de l'afrikaans par Riet de Jong-Goossens, Querido, Amsterdam 2009

#### norvégien
- Agaat (titre original Agaat), traduit de l'afrikaans par Eve-Marie Lund, Forlaget Press[14], Oslo 2013. Prix (Bastianpris) de l'Association norvégienne des traducteurs littéraires

#### suédois
- Agaat (titre original: Agaat), traduit de la version anglaise par Niclas Hval, Weyler, Stockholm 2012.
- Memorandum. En berättelse med bilder (titre original: Memorandum - 'n Verhaal met prente), traduit de la version anglaise par Niclas Hval, Weyler, Stockholm 2013[15]

## Adaptations cinématographiques
- En 2008, Triomf, adapté au cinéma par le réalisateur zimbabwéen Michael Raeburn, a été classé meilleur film sud-africain de l'année au Festival du film de Durban.

- Les droits d'adaptation d'Agaat ont été acquis en 2013 par la maison de production sud-africaine Do Prod et par des producteurs britanniques. Le film devrait être réalisé par Kasi Lemmons, qui a notamment adapté à l'écran le roman de Zadie Smith intitulé De la beauté[16].